# Wielersport op de Olympische Zomerspelen 2024 – Ploegenachtervolging vrouwen
De ploegenachtervolging voor vrouwen op de Olympische Zomerspelen 2024 vond plaats op dinsdag 6 en woensdag 7 augustus 2024 in de Vélodrome de Saint-Quentin-en-Yvelines.

## Resultaten

### Kwalificatie
| rang | land             | rijders                                                               | tijd     | Opmerking |
| ---- | ---------------- | --------------------------------------------------------------------- | -------- | --------- |
| 1    | Nieuw-Zeeland    | Bryony Botha Emily Shearman Nicole Shields Ally Wollaston             | 4:04,679 |           |
| 2    | Verenigde Staten | Chloé Dygert Kristen Faulkner Jennifer Valente Lily Williams          | 4:05,238 |           |
| 3    | Groot-Brittannië | Elinor Barker Josie Knight Anna Morris Jessica Roberts                | 4:06,710 |           |
| 4    | Italië           | Chiara Consonni Martina Fidanza Vittoria Guazzini Letizia Paternoster | 4:07,579 |           |
| 5    | Duitsland        | Franziska Brauße Lisa Klein Mieke Kröger Laura Süßemilch              | 4:08,313 |           |
| 6    | Australië        | Georgia Baker Sophie Edwards Chloe Moran Maeve Plouffe                | 4:08,612 |           |
| 7    | Frankrijk        | Marion Borras Clara Copponi Valentine Fortin Marie Le Net             | 4:08,797 |           |
| 8    | Canada           | Erin Attwell Ariane Bonhomme Maggie Coles-Lyster Sarah Van Dam        | 4:12,205 |           |
| 9    | Ierland          | Lara Gillespie Mia Griffin Kelly Murphy Alice Sharpe                  | 4:12,447 |           |
| 10   | Japan            | Yumi Kajihara Maho Kakita Mizuki Ikeda Tsuyaka Uchino                 | 4:13,818 |           |

### Eerste ronde
Op basis van de kwalificatie werden de series ingedeeld. De winnaars van elke serie plaatsten zich voor de finales. De snelste twee winnaars plaatsten zich voor de strijd om olympisch goud. De andere twee winnaars streden om brons.
| rang | serie | land             | rijders                                                             | tijd     | Opmerking |
| ---- | ----- | ---------------- | ------------------------------------------------------------------- | -------- | --------- |
| 1    | 3     | Verenigde Staten | Chloé Dygert Kristen Faulkner Jennifer Valente Lily Williams        | 4:04,629 | F         |
| 2    | 4     | Nieuw-Zeeland    | Bryony Botha Emily Shearman Nicole Shields Ally Wollaston           | 4:04,818 | F         |
| 3    | 3     | Groot-Brittannië | Elinor Barker Josie Knight Anna Morris Jessica Roberts              | 4:04,908 | BF        |
| 4    | 4     | Italië           | Elisa Balsamo Martina Fidanza Vittoria Guazzini Letizia Paternoster | 4:07,491 | BF        |
| 5    | 2     | Duitsland        | Franziska Brauße Lisa Klein Mieke Kröger Laura Süßemilch            | 4:07,908 |           |
| 6    | 1     | Frankrijk        | Victoire Berteau Marion Borras Clara Copponi Valentine Fortin       | 4:08,292 |           |
| 7    | 1     | Australië        | Georgia Baker Sophie Edwards Alexandra Manly Maeve Plouffe          | 4:09,975 |           |
| 8    | 2     | Canada           | Erin Attwell Ariane Bonhomme Maggie Coles-Lyster Sarah Van Dam      | 4:10,471 |           |

### Finales
| rang            | land             | rijders                                                         | tijd     | opmerkingen |
| --------------- | ---------------- | --------------------------------------------------------------- | -------- | ----------- |
| Finale          |                  |                                                                 |          |             |
| Goud            | Verenigde Staten | Chloé Dygert Kristen Faulkner Jennifer Valente Lily Williams    | 4:04,306 |             |
| Zilver          | Nieuw-Zeeland    | Bryony Botha Emily Shearman Nicole Shields Ally Wollaston       | 4:04,927 |             |
| Bronzen finale  |                  |                                                                 |          |             |
| Brons           | Groot-Brittannië | Elinor Barker Josie Knight Anna Morris Jessica Roberts          | 4:06,382 |             |
| 4               | Italië           | Elisa Balsamo Chiara Consonni Martina Fidanza Vittoria Guazzini | 4:08,961 |             |
| Om plaats vijf  |                  |                                                                 |          |             |
| 5               | Frankrijk        | Marion Borras Clara Copponi Valentine Fortin Marie Le Net       | 4:06,987 |             |
| 6               | Duitsland        | Franziska Brauße Lisa Klein Mieke Kröger Lena Charlotte Reißner | 4:08,349 |             |
| Om plaats zeven |                  |                                                                 |          |             |
| 7               | Australië        | Sophie Edwards Alexandra Manly Chloe Moran Maeve Plouffe        | 4:11,548 |             |
| 8               | Canada           | Erin Attwell Ariane Bonhomme Maggie Coles-Lyster Sarah Van Dam  | 4:12,097 |             |

2012: King, Rowsell, Trott ·
2016: Archibald, Barker, Rowsell, Trott  ·
2020: Brauße, Brennauer, Klein, Kröger ·
2024: Dygert, Faulkner, Valente, Williams